# 대륙밭쥐족
대륙밭쥐족(Myodini)은 쥐상과 비단털쥐과에 속하는 설치류 족의 하나이다. 5개 속으로 이루어져 있다.

## 하위 분류
- 알티콜라속 (Alticola)
- 콜란밭쥐속 (Caryomys)
- 데이빗밭쥐속 (Eothenomys)
- 카슈미르밭쥐속 (Hyperacrius)
- 대륙밭쥐속 (Myodes) - 이명 Clethrionomys